# Tobaksproducenterne
Tobaksproducenterne er en brancheforening for tobaksvirksomheder i Danmark, hvis medlemmer er British American Tobacco Denmark, Japan Tobacco International Denmark og Imperial Tobacco Denmark, som sammen udgør 85 procent af det danske cigaretmarked.

## Formål
Tobaksproducenternes formål er at repræsentere sine medlemmers interesser, og at stille viden og erfaringer om tobak til rådighed for politikere, beslutningstagere, medier og offentligheden generelt.

## Tobaksproducenterne i medierne
- Børsen − Ny mand tager plads i rygende varmt sæde Arkiveret 9. marts 2016 hos  Wayback Machine
- DR.dk − EU-Kommissionen vil have testpaneler til at prøvesmage cigaretter
- Jyllandsposten − Dampende e-cigaretter tromler tobakssalget  Arkiveret 15. januar 2022 hos  Wayback Machine
- Politiken (Webside ikke længere tilgængelig)